# Jaap Dooijewaard
Jacob (Jaap) Dooijewaard (Amsterdam, 12 augustus 1876 – Blaricum, 7 november 1969) was een Nederlandse kunstschilder en tekenaar.

## Leven en werk
Dooijewaard werd in 1876 in Amsterdam geboren als zoon van de schilder Aalt Dooijewaard en Christina Harberts. Dooijewaard werd opgeleid aan de Kunstnijverheidsschool Quellinus Amsterdam (1891-1893) en aan de Rijksnormaalschool voor Tekenonderwijzers (1894-1898) in Amsterdam. Zijn leermeesters waren Jan Derk Huibers en Jan Visser. Dooijewaard schilderde genre- en figuurvoorstellingen, portretten, stillevens, winterse taferelen en stadsgezichten. In 1903 werd zijn werk voor de eerste maal bekroond met de Willink van Collenprijs. Aanvankelijk werkte Dooijewaard in Amsterdam. Vanaf 1903 vestigde hij zich in Het Gooi en werkte daar in Laren en in Blaricum. Hij maakte diverse studiereizen in en buiten Europa. Ook na 1903 werd zijn werk bekroond, niet alleen in Nederland, maar ook in Chili (Grand Prix van Santiago) en de Verenigde Staten.
Dooijewaard was lid van meerdere kunstgezelschappen, zoals Arti et Amicitiae en de Kunstenaarsvereniging Sint Lucas in Amsterdam, Pulchri Studio in Den Haag en de Gooische Schildersvereniging. Werk van Dooijewaard bevindt zich onder meer in het Singer Museum Laren. Hij was bevriend met het echtpaar William en Anna Singer. Dooijewaard was een van de stichters van het museum. Naast het Singer Museum wijdde ook het Stedelijk Museum in Amsterdam een eretentoonstelling aan zijn werk.
Dooijewaard was Officier in de Orde van Oranje-Nassau en Ridder 1e klasse in de Orde van Sint-Olaf. Hij was erelid van de American International Academy of Art. Dooijwaard overleed in november 1969 op 93-jarige leeftijd in Blaricum. Zijn broer Willem was eveneens kunstschilder.